# HU Большого Пса
HU Большого Пса (лат. HU Canis Majoris) — одиночная переменная звезда в созвездии Большого Пса на расстоянии приблизительно 3911 световых лет (около 1199 парсеков) от Солнца. Видимая звёздная величина звезды — от +12,05m до +11,61m.

## Характеристики
HU Большого Пса — бело-голубая эруптивная неправильная переменная звезда Хербига (IA) спектрального класса B5Ve или B8.